# Dominique Casagrande
Dominique Casagrande (nascut el 8 de maig de 1971 a L'Union, Haute-Garonne) és un exfutbolista professional francès que va jugar com a porter.

## Palmarès
- Trophée des Champions: 1998[1]